# محمد بخيت المطيعي
محمد بخيت بن حسين المطيعي  .(1271 - 1354 هـ) فقيه ومفسر أصولي وفيلسوف من علماء الأزهر الأعلام ومن أبرز فقهاء القرن العشرين. كان مفتي الديار المصرية وواحد من كبار فقهائها، وترك مؤلفات عدة في علم الفقه.

## مولده ونشأته
ولد في القطيعة «بالقاف» من أعمال أسيوط بصعيد مصر في 10 من المحرم سنة 1271 هـ الموافق سنة 1854 م، وهو الذي غير اسمها إلى المطيعة «بالميم» تفاؤلاً فاشتهرت بذلك، وعائلته على المذهب المالكي وهو أول من تحنف منهم. التحق بالجامع الأزهر لطلب العلم وهو صغير السن، واجتهد في طلب العلم وكان ذا فكرة وقادة، وذهن ثاقب وحفظ جيد، فبرع في العلوم العقلية والنقلية، وتقدم على أقرانه، واشتهر ذكرهِ وذاع صيتهِ ووقع عليه الإقبال من الناس. نال شهادة العَالِمية من الدرجة الأولى في عام 1294هـ، وأنعم عليه بكسوة التشريفة من الدرجة الثالثة مكافأة له على نبوغه وفضله.

## شيوخه
تتلمذ على كبار الشيوخ في الأزهر وخارجه، وكان منهم الشيخ محمد عليش، وعبد الرحمن الشربيني، والشيخ أحمد الرفاعي المالكي المتوفي عام 1325 هـ، وأحمد منة الله، والسقا، ومحمد الخضري المصري، وحسن الطويل، ومحمد البهوتي، وعبد الرحمن البحراوي، ومحمد الفضالي الجرواتي، وجمال الدين الأفغاني، وغيرهم. وكذلك التقى ببديع الزمان سعيد النورسي.

## مناصبه
توظف في وظائف القضاء في مصر ثم بالإسكندرية، ثم عين عضواً في المحكمة الشرعية ثم محكمة الاستئناف في الإسكندرية، ثم عين بمنصب المفتي في الديار المصرية، وكان مواظباً على التدريس حتى في فترة الوظيفة، حتى إنه لما كان موظفا في الإسكندرية وبينها وبين القاهرة أربع ساعات في سكة القطار الحديد كان يحضر كل يوم منها إلى القاهرة لإلقاء الدرس، ثم يعود إليها.

## صفاته وسجاياه
وُسم بأنه حلّال المشكلات ورجل المعضلات، وكان مبرزًا في علم الأصول واستنباط الأحكام الشرعية، وكان شديد التمسك بالحق ينسى مصالحه الخاصة في سبيل نصرة الحق، وكان لا ينقطع عن تدريس العلوم الشرعية النقلية والعقلية لطلبة العلم الشريف في أي مكان حلَّ فيه، وقد درَّس الكتب المطولة في علوم التفسير والحديث والفقه وأصول الفقه والتوحيد والفلسفة والمنطق وغيرها.

## أسلوبه مع طلبة العلم
كان المطيعي ذا خلق حسن، سهلا في التدريس، واسع الصدر جدا، يتحمل من الطلبة كثرة السؤال مع خروج بعضهم عن الموضوع، وربما بقي الطالب يجادله ساعة حتى يذهب الدرس كله في الجدال والأخذ والرد، وهو لا يتكدر ولا يتألم، متواضعاً مع الطلبة ويمازحهم في الدرس، وكان حلو النادرة مقبول الفكاهة، لا تمر به طرفة فيسكت عنها أًصلا، حتى اشتهرت طرائفه بين الناس، وكان محبا للطلبة الغرباء ميالاً إليهم، بحيث لم يكونوا يقبلون على غيره، إذا لم يروا صدرا رحبا معهم سواه، حتى كان آخر أيامه لا يعمر درسه إلا الأغراب من الأتراك والهنود والعراقيين والأكراد وغيرهم. وكان يواسي الفقراء والطلبة الأغراب ويمدهم بالمال ويساعدهم، ويترددون إلى بيته فيجالسهم في مجلسه ويحسن إليهم. وقد تخرج على فضيلته كثير من أفاضل العلماء الذين نفعوا الناس بعلمهم، وقد وصلت طبقات من تخرج عليه من الطلبة إلى الطبقة الرابعة أو بعدها، وممن تخرج عليه عبد الله بن الصديق الغماري، وعبد الوهاب عبد اللطيف الأستاذ السابق بكلية الشريعة وغيرهم.

## منجزاته وأعماله
كان يكثر من مطالعة الكتب الأجنبية المترجمة وكتب المعاصرين ويقرأ من الصحف الأجنبية والمحلية، كما كان يقتني الكتب بكثرة، ويدفع فيها الأموال الطائلة، حتى جمع مكتبة ضخمة. وكان عضوا بلجنة الخمسين (50) التي وضعت دستور 1923، وهو أول من اقترح إضافة المادة الخاصة بأن الشريعة الإسلامية هي المصدر الرئيسي للتشريع.
وكان له دور في صدور قانون تقاعد مفتي الديار المصرية عند سن الستين، حيث أن بعض الأغنياء قد بنى مسجدا وأوقفه لله، فأحتاجت الحكومة لموضع هذا المسجد، فاستفتت مفتي الديار المصرية الشيخ المطيعي، فقال لهم: إذا وافقكم ربه فلا مانع، فكلموا ذلك الغني فوافق، فرجعوا إليه ليصدر فتواه، وقالوا له إن ربه قد وافق، فقال ومن ربه؟ قالوا: فلان الباشا، قال: ليس هو صاحبه الآن، فإنه أوقفه لله، وصار لله تعالى، فهو ربه الذي قلت لكم إن وافقكم فاهدموه.
وهذه الحادثة هي التي كانت سببا في عزله من الإفتاء، فإن رئيس الوزراء وقتئذ وهو نسيم باشا قال فيه كلاما فبلغه، فقال الشيخ نحن لا نعبأ بكلام العيال أو نحو هذا، فبلغت إلى الوزير، فقال: سوف يعلم من العيال، فاجتمع بمجلس الوزراء وأصدر قانونا يقضي بإحالة المفتي على المعاش إذا بلغ السن القانوني، وكان المفتي غير داخل في هذا القانون قبل ذلك، فلما صادقت الحكومة على هذا القرار وكان هو قد جاوز السن المقرر عزل وأحيل إلى المعاش.

## مؤلفاته
مع كثرة مشاغله في مناصبه المتعددة فإنه لم يهمل التأليف بل زيّن المكتبة الإسلامية بالمصنفات الرائقة الفائقة، نذكر منها:
| - شرح جمع الجوامع في أصول الفقه. - القول الجامع في الطلاق البدعي والمتتابع. - إرشاد الأمة إلى إحكام الحكم بين أهل الذمة. - حاشية على شرح الدردير على الخريدة في علم الكلام. - الكلمات الحسان في الأحرف السبعة وجمع القرآن. - أحسن الكلام فيما يتعلق بالسنة والبدعة من الأحكام. طبعت بمطبعة الشعب بالقاهرة سنة 1320هـ، ثم في مطبعة كردستان العلمية بالقاهرة 1329هـ. - الفتاوى الفقهية في أربع مجلدات. - الأجوبة المصرية عن الأسئلة التونسية. أجاب فيها عن أسئلة وردت إليه من الشيخ محمد العروسي السهيلي الشريف المتطوع بالجامع الأعظم بتونس. طبعت بمطبعة النيل بالقاهرة سنة 1324هـ. - القول المفيد على وسيلة العبيد في علم التوحيد. طبع المطبعة الخيرية بالقاهرة 1354هـ. - رسالتا الفونوغراف والسوكرتاه. - الجواب الشافي في إباحة التصوير الفوتوغرافي. طبع المطبعة الخيرية بالقاهرة. - حسن البيان في دفع ما ورد من الشبه على القرآن. - تطهير الفؤاد من دنس الاعتقاد وهو كالمقدمة على كتاب شفاء السقام لتقي الدين السبكي طبع بالمطبعة الأميرية ببولاق 1318هـ. - أحسن القرا في صلاة الجمعة في القرى. طبعت بالمطبعة الشرفية بالقاهرة سنة 1327هـ. - إرشاد أهل الملة إلى إثبات الأهلة. فرغ من تأليفه سنة 1329هـ، طبع بمطبعة كردستان العلمية بالقاهرة سنة 1329هـ. | - إرشاد العباد إلى الوقف على الأولاد. طبع مطبعة الرغائب بالقاهرة 1334هـ. - حل الرمز على معنى اللغز. - الدرر البهية في الصلاة الكمالية. - رسالة في الآيات الكونية والعمرانية. - إزاحة الوهم وإزالة الاشتباه عن رسالتي الفونوغراف والسوكرتاه. طبع مطبعة النيل بالقاهرة سنة 1324هـ. - البدر الساطع على جمع الجوامع، في أصول الفقه. - الكلمات الطيبات في المأثور عن الإسراء والمعراج. - إرشاد القارئ والسامع إلى أن الطلاق إذا لم يضف إلى المرأة غير واقع. طبع المطبعة السلفية بالقاهرة 1347هـ. - المخمسة الفردية في مدح خير البرية. - متناول سبيل الله في مصارف الزكاة. فرغ من تأليفها سنة 1348هـ، طبع مطبعة الترقي بدمشق الشام سنة 1348هـ - الدراري البهية في جواز الصلاة على خير البرية. طبع مطبعة الآداب البهية بالقاهرة 1307هـ. - رفع الإغلاق عن مشروع الزواج والطلاق. فرغ من تأليفه سنة 1345هـ، طبع المطبعة السلفية بالقاهرة سنة 1346هـ. - محاضرة في نظام الوقف. طبع المطبعة السلفية بالقاهرة سنة 1345هـ. - المرهفات اليمانية في عنق من قال ببطلان الوقف على الذرية. طبع المطبعة السلفية بالقاهرة سنة 1344هـ. |

## وفاته
توفي في 21 من رجب عام 1354 هـ، الموافق 18 أكتوبر 1935 م بعد حياة حافلة بالعلم والعمل.